# Forn de la Castlania
El Forn de la Castlania és una obra de Cambrils (Baix Camp) inclosa a l'Inventari del Patrimoni Arquitectònic de Catalunya.

## Descripció
Estructura arquitectònica paredada, situada a prop de l'edifici de La Castlania. En l'actualitat es troba parcialment enderrocada, restant-ne sols parts dels murs de pedra.